# Курті (провінція Казерта)
Курті (італ. Curti) — муніципалітет в Італії, у регіоні Кампанія, провінція Казерта.
Курті розташоване на відстані близько 175 км на південний схід від Рима, 28 км на північ від Неаполя, 6 км на захід від Казерти.
Населення — 7131 особа (2014).

## Демографія
Населення за роками:

Станом на 1 січня 2023 року в муніципалітеті офіційно проживало 359 іноземців з 27 країн, серед них 56 громадян країн Євросоюзу та 68 громадян України.

## Сусідні муніципалітети
- Казапулла
- Мачерата-Кампанія
- Сан-Приско
- Санта-Марія-Капуа-Ветере